# Madrid, 1987
Madrid, 1987 es una película española dirigida por David Trueba.

## Argumento
Miguel (José Sacristán), un veterano articulista temido y respetado, y Ángela (María Valverde), una joven estudiante universitaria, se quedan encerrados en un baño, situación que da pie a un enfrentamiento generacional. Ella se encontró, en los ochenta, con una democracia ya consolidada, mientras que él forma parte de los privilegiados que lo habían conseguido todo.

## Premios
57.ª edición de los Premios Sant Jordi de Cinematografía
| Categoría   | Nominados      | Resultado |
| ----------- | -------------- | --------- |
| Mejor actor | José Sacristán | Ganador   |